# チャーチ・ロック鉱滓ダム汚染水流出事故
チャーチ・ロック鉱滓ダム汚染水流出事故（チャーチ・ロックこうさいダムおせんすいりゅうしゅつじこ、英語: Church Rock uranium mill spill）とは、1979年7月16日にアメリカ合衆国ニューメキシコ州で発生した原子力事故である。放射性物質や有毒な金属を含む1,100トン以上の放射性廃棄物（ウラン選鉱くず）が、ダムの決壊により近隣河川であるプエルコ川に流出した。放射性物質による汚染域は、決壊現場より130 km下流の地域にまで至るとされる。

## 事故の概要
決壊現場となった汚染水貯水池には、以前より小規模な亀裂が確認されていたが、所有するユナイテッド・ニュークリア・コーポレーション（UNC）による修繕は小手先のものに終始し、定期検査の実施をはじめとする根本的対策がなされることはなかった。そして7月16日の早朝、貯水池は決壊し、大量の汚染水が近隣のプエルコ川に流入した。

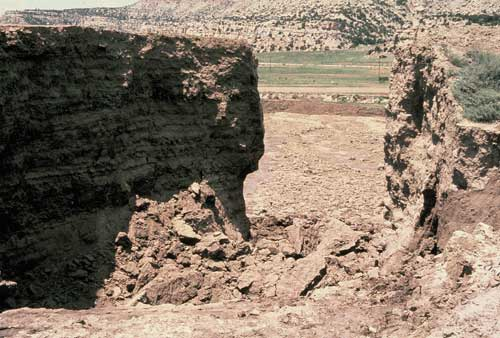
全幅6 m以上に及ぶ亀裂を生じて決壊した貯水池の残骸。

## 事故の原因
根本的な事故原因として、事故現場となった鉱滓ダムを所有していたUNC社の杜撰なリスクマネジメントが挙げられる。本施設では設計および建設段階から放射能汚染のリスク検討が十分になされておらず、構造の欠陥によって選鉱くずによる地下水の汚染が生じていた。また、UNC社は適切なメンテナンスを怠っており、貯水池に生じた亀裂に対しても根本的な修繕を行わなかった。このことが、1979年に発生した破滅的な決壊・放射能汚染事故につながった。

## 事故の影響

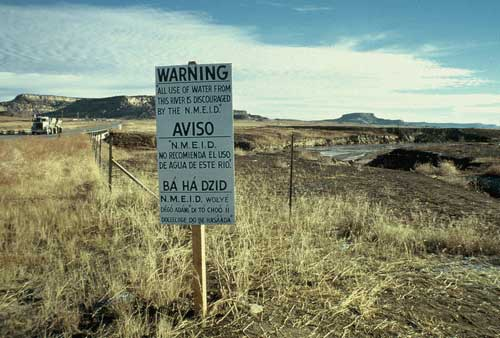
プエルコ川への立ち入りを禁ずることを示す看板

事故発生直後、プエルコ川の水の放射線量は、飲料水として許容される放射線量の7,000倍にも達した。 事故の原因となった貯水池を所有するUNC社は、事故現場から放出された放射能を1キュリーと発表したが、実際には46キュリー（1.7テラベクレル）の放射能が放出されていたとされる。
プエルコ川の近隣住民（その多くが、先住民族であるナバホ族であった）は、プエルコ川の水を生活用水として使用しており、また河川敷を児童の遊び場などとして活用していたため、深刻な健康被害が生じた。 しかし、近隣の医療施設などは放射能汚染事故の発生とその実態を十分に把握しておらず、肌の焼け付きなどの放射線障害を生じた住民に対して熱中症の一症状であると誤診を行っていた。

## 除染
事故が都市部から遠く離れたナバホ・ネイションの山間部で発生したこと、また被害者の大半がネイティブ・アメリカン、なおかつ鉱山労働者などの貧困層であることから、被害の実態などについて世論やメディアが関心を示すことは少なく、事故現場での除染作業は遅々としたペースである。21世紀に至るまで多くの汚染された土壌が除染されないまま放置されており、地下水の汚染も進行している。